# Gullruten
Gullruten é uma cerimônia de premiação anual concedida pela Fundação Gullruten, criada em 1998 pela Associação Norueguesa de Produtores de Cinema e TV. O comitê de premiação conta com representantes das principais empresas de TV nacionais, NRK, TV 2, TV3 e TVNorge.